# Baldratia kermanensis
Baldratia kermanensis är en tvåvingeart som beskrevs av Möhn 1969. Baldratia kermanensis ingår i släktet Baldratia och familjen gallmyggor. Inga underarter finns listade i Catalogue of Life.